# Ben Turpin
Bernhard Turpin o Bernard Turpin, de nom artístic Ben Turpin, va néixer el 19 de setembre de 1869 a Nova Orleans, Louisiana, fill d'un venedor de caramels.
Començà la seva carrera treballant en el vodevil, en el gènere burlesc, i en el circ. Turpin tenia un aspecte molt peculiar, de constitució prima, amb un gran mostatxo i els ulls guenyos. Es diu que el famós estrabisme de Turpin, va ser causat per un accident en la seva joventut. Turpin estava convençut que aquesta característica era essencial per a la seva carrera còmica. Els seus companys de feina recordaven que quan rebia algun cop en el cap, es mirava en un mirall per comprovar si encara era guenyo. Turpin va arribar a assegurar el seu estrabisme en 25.000 dòlars, amb la companyia d'assegurances Lloyd's of London. De totes maneres en aquella època era normal fer afirmacions publicitàries d'aquesta índole relacionades amb les característiques d'un intèrpret.
Va desenvolupar un vigorós estil de comèdia física, amb una gran habilitat per representar caigudes còmiques que fins i tot impressionaven els seus companys de treball.

## El cinema
Ben Turpin va aparèixer per primera vegada en el cinema el 1907, en unes quantes petites peces còmiques a càrrec dels estudis Essanay, a Chicago; a més d'aparèixer en aquests curts, Turpin va treballar com a conserge en aquests estudis. El 1912 ja era una personalitat de la pantalla molt coneguda, i concedia entrevistes i escrivia articles per a les noves revistes d'afeccionats.
Turpin treballava en la companyia de Mack Sennett en el moment en què hi arribà Charles Chaplin, a finals de 1913. El xoc de les dues personalitats va finalitzar amb la retirada de Turpin de la companyia, després de la qual va començar a aparèixer en papers més importants i en sàtires que es van crear per al seu caràcter únic.

## Mack Sennett
El 1917 Turpin va tornar a l'estudi de Mack Sennett com una estrella. Durant els anys vint els seus papers parodiaven els actors i celebritats de l'època, i Turpin es va convertir en un dels actors més populars del cinema còmic. Encantat amb el seu èxit, es presentava a si mateix amb la frase "Sóc Ben Turpin i guanyo tres mil dòlars a la setmana." Un dels seus gags més coneguts era una caiguda d'esquena a la qual va anomenar "la 108".

## Darrers anys
Turpin es va retirar el 1924 per poder cuidar la seva esposa. Havia invertit exitosament en béns immobles, per la qual cosa no tenia cap necessitat econòmica de treballar. Això no obstant, cap a 1926, i després de la mort de la seva esposa, va aparèixer de nou en petits papers còmics. Va arribar fins i tot a treballar en l'època del cinema sonor. El seu últim paper fou en la pel·lícula de Laurel i Hardy Saps at Sea, el 1940.
Ben Turpin va morir el 1940 i va ser enterrat en el cementiri Forest Lawn Memorial Park, a Glendale (Califòrnia).

## Filmografia parcial
- An Awful Skate; o, The Hobo on Rollers (1907)
- Mr. Inquisitive (1907)
- A Free Lunch (1907)
- The Younger Brothers (1908)
- Their First Misunderstanding (1911)
- Sweedie Collects for Charity (1914)
- Golf Champion 'Chick' Evans Links with Sweedie (1914)
- His New Job (1915)
- Sweedie Goes to College (1915)
- A Night Out (1915)
- The Champion (1915)
- A Deep Sea Liar (1916)
- Burlesque on Carmen (1916)
- Taming Target Center (1917)
- Sole Mates (1917)
- Bucking the Tiger (1917)
- Salomè (1919)
- A Lady's Tailor (1919)
- You Wouldn't Believe It (1920)
- A Small Town Idol (1921)
- The Shriek of Araby (1923)
- Where's My Wandering Boy This Evening?
- Hollywood (1923)
- The Love Parade (1929)
- Swing High (1930)
- Our Wife (1931)
- Hollywood on Parade (1934)
- Hollywood Cavalcade (1939)
- Saps at Sea (1940)